# 石川晃弘
石川 晃弘（いしかわ あきひろ、1938年3月23日 - ）は、日本の社会学者。
専門は産業社会学、中東欧研究。社会学博士。中央大学名誉教授。プレショウ大学名誉博士。日本スロバキア協会会長。千葉県出身。

## 学歴
- 1956年 東京都立九段高等学校卒業
- 1961年 東京大学文学部社会学科卒業
- 1964年 東京大学大学院社会学研究科修士課程修了
- 1964年 東京大学大学院社会学研究科博士課程退学（指導教授：尾高邦雄・松島静雄）

## 職歴
- 1964－68年 (旧)東京都立大学人文学部助手
- 1969年 チェコスロバキア科学院社会学研究所客員研究員（チェコ）
- 1968－71年 中央大学文学部専任講師
- 1971－78年 中央大学文学部助教授
- 1975－76年 パルドゥビッツェ技術館プラハ分室客員研究員（チェコ）
- 1978－2008年 中央大学文学部教授
- 1985年 ポーランド科学院哲学社会学研究所客員研究員（ポーランド）
- 1985－86年 リュブリアナ大学社会学研究所客員研究員（スロベニア）
- 1990年 オスナブリュック大学社会学部客員教授（ドイツ）
- 1994－96年 北海道大学スラブ研究センター客員教授
- 2001年 プレショウ大学教育学部客員教授（スロバキア）
- 2008年 中央大学文学部定年退職。中央大学名誉教授。
- 2008－12年 東呉大学社会学系客員教授（台湾）
- 2013年 コペルニーク大学社会学部客員教授（トルン、ポーランド）

この間、東京大学、千葉大学、大阪大学、神戸大学、東洋大学、信州大学、立命館大学、兵庫教育大学、明星大学、亜細亜大学など多くの大学で非常勤講師を務めた。また、聖ステファン大学（ハンガリー）、ノビ・ソンチ高等ビジネススクール（ポーランド）、ワルシャワ経済大学（ポーランド）、ブラチスラバ経済大学（スロバキア）、カレル大学（チェコ）、オロモウツ大学（チェコ）など国外の大学でも非常勤講師を務めた。

## 著書

### 単著
- 『マルクス主義社会学－ソ連と東欧における社会学の展開－』（紀伊国屋書店, 1969年）
- 『社会変動と労働者意識－戦後日本におけるその変容過程－』（日本労働協会, 1975年）
- 『くらしのなかの社会主義－チェコスロバキアの市民生活－』（青木書店, 1977年）
- 『職場のなかの社会主義－東欧社会主義の模索と挑戦－』（青木書店, 1983年）
- 『東ヨーロッパ－人と文化と社会－』（有斐閣, 1992年）
- 『スロヴァキア熱－言葉と歌と土地－』（海象社, 2006年、スロバキア語版・プレショウ大学、中国語版・台北=松慧文化, 2012年 ）
- 『体制転換の社会学的研究―中欧の企業と労働ー』（有斐閣, 2009年）
- 『ロシア、中欧の体制転換ー比較社会分析ー』(ロゴス、2020年）

### 共著
- （高橋勇悦・大橋幸）『社会学』（新曜社, 1976年）
- （秋元律郎・羽田新・袖井孝子）『社会学入門』（有斐閣, 1978年）
- （梅澤正・高橋勇悦・宮島喬）『みせかけの中流意識』（有斐閣, 1982年）

### 単編著
・ 『現代資本主義と自主管理』（合同出版, 1981年）
- 『産業社会学』（サイエンス社, 1988年）
- 『化学産業の職場と組合－労働者はいま－』（日本評論社,2002年）
- 『体制転換期チェコの雇用と労働』（中央大学出版部,2004年）

### 共編著
- 『社会学の基礎知識』（有斐閣, 1969年）
- 『現代とマルクス主義社会学』（社会評論社, 1972年）
- 『ポーランドの文化と社会』（大明堂, 1975年）
- 『社会学小辞典』（有斐閣, 1977年、新版増補2005年)
- 『日本的経営の転機ー年功制と終身雇用はどうなるかー』（有斐閣, 1980年）
- 『社会主義と社会的不平等』（青木書店, 1983年）
- 『企業内の意思決定－誰が影響力を持っているか－』（有斐閣, 1985年）
- 『スラブの社会』（講座スラブの世界4，弘文堂，1994年）
- 『変わる組織と職業生活』（学文社，1999年）
- 『国際比較からみた日本の職場と労働生活』（学文社，2005年）
- 『東京に働く人々－労働現場調査20年の成果から－』（法政大学出版局，2005年）
- 『体制転換と地域社会の変容ースロヴァキア地方都市定点追跡調査ー』（中央大学出版部, 2010年）
- 『グローバル化のなかの企業文化ー国際比較調査からー』（中央大学出版部, 2012年）
- 『グローバル化と地域社会の変容ースロヴァキア地方都市定点追跡調査IIー』（中央大学出版部, 2016年）
- 『ロシア社会の信頼感』（ハーベスト社, 2017年）

### 主要訳書
- ゲオルグ・ジンメル著『社会的分化論』（共訳）（中央公論社，1968年；2011年）
- ヴェルナー・ホーフマン著『スターリン主義と反共主義』（共訳）（紀伊国屋書店, 1970年）
- ライト・ミルズ著『権力・政治・民衆』（青木和夫・本間康平監訳）（みすず書房，1971年）
- W・ヴェソウォフスキ著『社会主義と階級変動』（中央大学出版部, 1972年）
- N・ブハーリン著『史的唯物論』（共訳）（青木書店，1974年）
- G・シュティーラー著『システムと矛盾』（共訳）（青木書店, 1977年）
- V・ルス著『産業民主主義と自主管理』（共訳）（合同出版, 1980年）
- W・モラフスキ著『労働者自主管理のジレンマ』（監訳）（中央大学出版部，1985年）
- M・ヤロシュ著『自殺の社会学』（共訳）（学文社, 2008年）

### 主要外国語共編書
- Employment and Participation: Industrial Democracy in Crisis (Tokyo: Chuo University Press, 1982)
- Sekret Japonskiego Sukcesu (Warsaw: Powszechna, 1990)
- Workers, Firms and Unions: Industrial Relation in Transition (Frankfurt: Peter Lang, 1998)
- Workers, Firms and Unions, Part 2: The Development of Dual Commitment (Frankfurt: Peter Lang, 2000)
- Workers, Firms and Unions, Part 3: Work and Employee Representation (Tokyo: Chuo University Press, 2006)
- 中歐政治與社會發展 (台北：書林出版, 2010)
- Corporate Culture: Problems and tendencies of development in the world and in Russia (Moscow: Nauka, 2011)
- Trust in Society, Business and Organization (Moscow: Kogito-Tsentr, 2013)

## 受賞
- 2024年8月21日、令和6年度外務大臣表彰受賞（「日本とスロバキアとの相互理解の促進」の功績）[2]。